# 317

317(삼백십칠)은 316보다 크고 318보다 작은 자연수다.

## 수학
- 66번째 소수(素數)다. 앞의 소수는 313, 다음 소수는 331이다.
  - 1, 2, 19, 23, 317, 1031, 49081, 86453, 109297, 270343, 5794777, 8177207과 마찬가지로 십진법에서 1이 317개 늘어선 수는 소수이며, 이러한 소수를 레퓨닛 소수라고 한다. 다음은 1031이 이에 해당한다.
- 피타고라스 삼조의 빗변의 길이이다. ({\displaystyle 75^{2}+308^{2}=317^{2}})[a]
- {\displaystyle 317=11^{2}+14^{2}}
  - 서로 다른 두 자연수의 제곱합으로 나타낼 수 있는 수다.

## 과학
- NGC 317(영어판): 안드로메다자리 방향에 있는 상호작용 은하.

## 교통

### 철도
- 수도권 전철 3호선 원흥역의 역번호.
- 부산 도시철도 3호선 대저역의 역번호.
- 대구 도시철도 3호선 구암역의 역번호.

### 도로
- 일본 317번 국도(일본어판): 에히메현 마쓰야마시에서 히로시마현 오노미치시까지 이어지는 일본의 국도.
- 현도 제317호선

## 군사
- U-317(영어판): 제2차 세계 대전에 사용된 나치 독일의 군용 잠수함.

## 문화유산
- 대한민국의 국보 제317호: 조선태조어진
- 대한민국의 보물 제317호: 청도 운문사 석조여래좌상
- 대한민국의 사적 제317호: 충주 미륵대원지

## 방송
- U+ TV의 카투니토 채널 번호.
- KT HCN의 WeeTV 채널 번호.

## 기타
- 날짜: 3월 17일
- 연도: 317년, 기원전 317년